# Danmark i olympiska sommarspelen 1976
Danmark deltog med 66 deltagare vid de olympiska sommarspelen 1976 i Montréal. Totalt vann de tre medaljer och slutade på tjugofjärde plats i medaljligan.

## Medaljer

### Guld
- Valdemar Bandolowski, Erik Hansen och Poul Richard Høj Jensen - Segling, soling

### Brons
- Niels Fredborg - Cykling, sprint 1 km
- Verner Blaudzun, Gert Frank, Jørgen Hansen och Jørn Lund - Cykling, linjelopp lag

## Bågskytte
Herrarnas individuella tävling
- Arne Jacobsen – 2334 poäng (→ 25:e plats)

## Cykling
Herrarnas linjelopp
- Verner Blaudzun — fullföljde inte (→ ingen placering)
- Jørgen Emil Hansen — fullföljde inte (→ ingen placering)
- Bent Pedersen — fullföljde inte (→ ingen placering)
- Willy Skibby — fullföljde inte (→ ingen placering)

Herrarnas lagtempo
- Verner Blaudzun
- Gert Frank
- Jørgen Emil Hansen
- Jørn Lund

Herrarnas sprint
- Niels Fredborg — 6:e plats

Herrarnas tempolopp
- Niels Fredborg — 1:07,617 (→  Brons)

Herrarnas lagförföljelselopp
- Ivar Jakobsen
- Kim Refshammer
- Bjarne Sørensen
- Kim Gunnar Svendsen

## Friidrott
Herrarnas maraton
- Jørgen Jensen — 2:20:44 (→ 28:e plats)

Herrarnas höjdhopp
- Jesper Tørring
  - Kval — 2,16m
  - Final — 2,18m (→ 8:e plats)

## Fäktning
Damernas florett
- Annie Madsen

## Handboll
Herrar
Gruppspel
| Nr | Lag           | S | V | O | F | GM  | IM  | MS  | P  |
| -- | ------------- | - | - | - | - | --- | --- | --- | -- |
| 1  | Sovjetunionen | 5 | 4 | 0 | 1 | 111 | 77  | +34 | 12 |
| 2  | Västtyskland  | 5 | 4 | 0 | 1 | 97  | 76  | +21 | 12 |
| 3  | Jugoslavien   | 5 | 4 | 0 | 1 | 110 | 93  | +17 | 12 |
| 4  | Danmark       | 5 | 2 | 0 | 3 | 92  | 102 | −10 | 6  |
| 5  | Japan         | 5 | 1 | 0 | 4 | 96  | 111 | −15 | 3  |
| 6  | Kanada        | 5 | 0 | 0 | 5 | 75  | 122 | −47 | 0  |

| Hemma \ Borta | Sovjetunionen | Västtyskland | Socialistiska federativa republiken Jugoslavien | Danmark | Japan | Turkiet |
| Sovjetunionen | —             | 18-16        | 18-20                                           | 24-16   | 26-16 | 25-9    |
| Västtyskland  | 16-18         | —            | 18-17                                           | 18-14   | 19-16 | 26-11   |
| Jugoslavien   | 20-18         | 17-18        | —                                               | 25-17   | 26-22 | 22-18   |
| Danmark       | 16-24         | 14-18        | 16-24                                           | —       | 21-17 | 24-18   |
| Japan         | 16-26         | 16-19        | 22-26                                           | 14-21   | —     | 25-19   |
| Kanada        | 9-25          | 11-26        | 18-22                                           | 18-24   | 19-25 | —       |

## Modern femkamp
Herrarnas individuella tävling i modern femkamp vid olympiska sommarspelen 1976
- Jørn Steffensen
- Klaus Petersen